# Влазния (баскетбольный клуб)
«Влазни́я» (алб. Klub Basketboll Vllaznia Shkodër) — албанский баскетбольный клуб из Шкодера. Клуб 8 раз становился чемпионом, 12 раз выигрывал Кубок страны. В настоящее время выступает в Лиге А.

## История
Клуб «Влазния» был основан в 1919 году, он является одним из старейших в Албании. Впервые чемпионское звание команда завоевала в сезоне 1966/67 — первом, проходившем по системе осень-весна. Одержав победу в чемпионате 1989/90, «Влазния» прервала гегемонию клуба «Партизани», продолжавшуюся с сезона 1971/72. Всего клуб из Шкодера 6 раз выигрывал чемпионат. Наиболее успешными для «Влазнии» стали 90-е годы.
В сезоне-2013/14 команда сделала дубль, одержав победы и в чемпионате, и в Кубке.

## Достижения
- Чемпион Албании (8)[1]: 1966/67, 1989/90, 1992/93, 1996/97, 1997/98, 1999/2000, 2013/14, 2014/15
- Обладатель Кубка Албании (12)[2]: 1957, 1958, 1966, 1967, 1968, 1981, 1985, 1994, 1996, 1998, 2013, 2014